# 地下开采
地下开采是指在地下礦床開採礦產資源的過程。進行地下開採時要先開挖井简和巷道，並同時準備好進行通风、排水、照明、防火、防止煤尘和瓦斯爆炸等各項措施。地下开采的過程相較於露天開採略有複雜。